# 승희
승희(본명: 현승희, 1996년 1월 25일 ~ )는 대한민국의 걸그룹 오마이걸 멤버 겸 배우이다.

## 학력
- 천전초등학교 (졸업)
- 유봉여자중학교 (졸업)
- 언남고등학교 (졸업)

## 생애
본명은 현승희(玄勝熙)이며 강원도 춘천시출신으로 어렸을 때부터 가수의 꿈을 갖고 전국노래자랑과 놀라운 대회 스타킹 등의 방송에 출연하였으며, 2010년 중학교 3학년 때 슈퍼스타K2에 참가하였다. 슈퍼스타K2에 참가했으나 본선에는 진출하지 못하였다.
2015년, 승희는 걸그룹 오마이걸의 멤버로 데뷔하였으며, 데뷔 후 약 6개월 만에 복면가왕에 '텔레비전'으로 출연해 많은 관심을 받았다. 2016년 JTBC의 걸스피릿에 출연해 김보형에 이어 준우승을 차지했다.

## 음반
| 수록 앨범                                                     | 참여곡 |
| ------------------------------------------------------------- | --- |
| 복면가왕 31회 - 발매일 : 2015년 11월 1일                      | - 별 (신선약초 은행잎 & 마이 컬러 텔레비전) - 고래사냥 (마이 컬러 텔레비전)                                                                 |
| 수록 앨범                                                     | 참여곡 |
| 투유 프로젝트 - 슈가맨 Part.33 - 발매일 : 2016년 6월 1일      | - 뿌요뿌요 |
| 수록 앨범                                                     | 참여곡 |
| 아이돌보컬리그-걸스피릿 EPISODE 04 - 발매일 : 2016년 8월 10일 | - CHEER UP |
| 수록 앨범                                                     | 참여곡 |
| 아이돌보컬리그-걸스피릿 EPISODE 06 - 발매일 : 2016년 8월 24일 | - 24시간이 모자라 + NoNoNo |
| 수록 앨범                                                     | 참여곡 |
| 아이돌보컬리그-걸스피릿 EPISODE 07 - 발매일 : 2016년 8월 31일 | - Maybe I love You + 연인 |
| 수록 앨범                                                     | 참여곡 |
| 노래의 탄생 TRACK 8 - 발매일 : 2016년 11월 24일               | - I`ll Be Free (Prod. By 강타X송광식) |
| 수록 앨범                                                     | 참여곡 |
| 사랑의 온도 OST Part.1 - 발매일 : 2017년 9월 25일             | - You Are |
| 수록 앨범                                                     | 참여곡 |
| 으라차차 와이키키 OST Part.5 - 발매일 : 2018년 3월 5일        | - 설레는 발걸음 |
| 수록 앨범                                                     | 참여곡 |
| 러블리 호러블리 OST Part.1 - 발매일 : 2018년 8월 20일         | - WHO - WHO (Inst.) |
| 수록 앨범                                                     | 참여곡 |
| 하나뿐인 내편 OST Part.2 - 발매일 : 2018년 9월 29일           | - 그런사람 또 없습니다 - 그런사람 또 없습니다 (Acoustic Ver.) - 그런사람 또 없습니다 (Inst.) - 그런사람 또 없습니다 (Acoustic Ver.) (Inst.) |
| 수록 앨범                                                     | 참여곡 |
| 사이코메트리 그녀석 OST Part 3 - 발매일 : 2019년 4월 9일      | - Sunny Day - Sunny Day (Inst.) |

## 음반 외 활동

### 드라마
- 2015년 TV조선 웹 드라마 《로스:타임:라이프》 ... 현승희 역
- 2023년 KBS2 월화드라마 《오아시스》 ... 함양자 역
- 2024년 tvN 토일드라마 《정년이》 … 박초록 역

### 예능
| 년도 | 방송사   | 제목                                   | 역할                                            | 참고                                            |
| ---- | -------- | -------------------------------------- | ----------------------------------------------- | ----------------------------------------------- |
| 2007 | KBS1     | 《전국노래자랑》                       | 참가자                                          | 2007년 1월 7일 강원도 인제군 편 - 우수상 수상   |
| 2007 | SBS      | 《놀라운 대회 스타킹》                 | 참가자                                          | 리틀보아                                        |
| 2008 | KBS2     | 《대결 노래가 좋다》                   | 게스트                                          |                                                 |
| 2010 | Mnet     | 《슈퍼스타K2》                         | 참가자                                          | 에피소드 1-8                                    |
| 2015 | MBC      | 《미스터리 음악쇼 복면가왕》           | 참가자 (마이 컬러 텔레비전)                     | 2015년 11월 1일 (31회)                          |
| 2016 | JTBC     | 《투유 프로젝트 - 슈가맨》             | 패널                                            | 2016년 6월 1일 (33회)                           |
| 2016 | JTBC     | 《걸 스피릿》                          | 참가자                                          | 2016년 7월 19일 ~ 2016년 9월 29일 (1회 ~ 11회)  |
| 2016 | tvN      | 《노래의 탄생》                        | 참가자 (참가곡 -I'll be free)                   | 2016년 11월 23일                                |
| 2016 | KBS2     | 《불후의 명곡 - 전설을 노래하다》      | 참가자 (참가곡 - '풍선')                        | 2016년 12월 10일 (281회)                        |
| 2017 | KBS2     | 《설특집 - 가문의 영광》               | 참가자                                          | 2017년 1월 27일                                 |
| 2017 | KBS2     | 《불후의 명곡 - 전설을 노래하다》      | 참가자 (참가곡 - '그대는 인형처럼 웃고 있지만') | 2017년 3월 4일 (293회)                          |
| 2017 | SBS      | 《DJ쇼 트라이앵글》                    |                                                 |                                                 |
| 2017 | KBS2     | 《불후의 명곡 - 전설을 노래하다》      | 참가자 (참가곡 - '낭랑 18세')                   | 2017년 7월 15일 (312회)                         |
| 2017 | JTBC     | 《아는 형님》                          | 게스트                                          | 2017년 12월 30일 (108회)                        |
| 2018 | MBC      | 《2018 설특집 아육대》                 | 참가자                                          | 2018년 2월 15일                                 |
| 2018 | TV조선   | 《전설의 볼링》                        | 게스트                                          | 2018년 4월 13일 (5회)                           |
| 2018 | KBS2     | 《불후의 명곡 - 전설을 노래하다》      | 참가자 (참가곡 - '연가'~ 춘천 가는 기차)        | 2018년 6월 9일 (357회)~ 2018년 7월 14일(361회)  |
| 2018 | tvN      | 《식량일기 닭볶음탕 편》               | 게스트                                          | 2018년 7월 25일 (8회)                           |
| 2018 | tvN      | 《놀라운 토요일 - 도레미 마켓》        | 게스트                                          | 2018년 9월 15일 (24회)                          |
| 2018 | MBC      | 《뜻밖의 Q》                           | 패널                                            |                                                 |
| 2019 | KBS2     | 《뮤직셔플쇼 더 히트》                 | 패널                                            |                                                 |
| 2019 | JTBC     | 《아는 형님》                          | 게스트                                          | 2019년 3월 30일 (173회)                         |
| 2019 | MBC      | 《다시 쓰는 차트쇼 지금 1위는》        | 게스트                                          | 2019년 4월 19일 ~ 2019년 4월 26일 (5회, 6회)    |
| 2019 | TV조선   | 《미스트롯》                           | 마스터                                          |                                                 |
| 2019 | MBC      | 《미스터리 음악쇼 복면가왕》           | 참가자 (가왕석 노려볼만 하ZOO? 동물원)          | 2019년 6월 9일 ~ 2019년 6월 16일 (207회, 208회) |
| 2019 | FashionN | 《팔로우미 11》                        | 진행 고정                                       | 2019년 4월 18일 ~ 2019년 7월 18일               |
| 2019 | JTBC2    | 《악플의 밤》                          | 게스트                                          | 2019년 7월 19일 (5회)                           |
| 2019 | MBC      | 《오래봐도 예쁘다》                    | 파일럿 고정                                     | 2019년 7월 25일 ~ 2019년 8월 1일                |
| 2020 | MBC      | 《전지적 참견 시점》                   | 게스트                                          | 2020년 9월 26일                                 |
| 2020 | KBS2     | 《축구 야구 말구》                     | 진행 고정                                       | 2020년 11월 9일 ~ 2021년 1월 25일               |
| 2021 | 채널A    | 《프랜즈》                             | 진행 고정                                       | 2021년 2월 27일 ~ 2021년 5월 5일                |
| 2021 | SBS      | 《뷰티 앤 더 비스트》                  | 패널                                            | 2021년 3월 21일                                 |
| 2021 | tvN      | 《업글인간》                           | 고정                                            | 2021년 4월 3일 ~ 2021년 6월 3일                 |
| 2021 | SBS      | 《정글의 법칙 와일드 와일드 웨스트》   |                                                 | 2021년 5월 8일 ~ 2021년 5월 15일                |
| 2021 | KBS2     | 《신상출시 편스토랑》                  | 게스트                                          | 2021년 9월 17일 ~ 2021년 10월 1일               |
| 2021 | SBS      | 《더 리슨: 바람이 분다》               |                                                 | 2021년 9월 27일 ~ 2021년 10월 18일              |
| 2021 | 채널S    | 위대한 집쿡 연구소                     |                                                 | 2021년 10월 28일                                |
| 2022 | SBS      | 판타스틱 패밀리-DNA 싱어               | 패널                                            | 2022년 2월 1일 ~ 2022년 2월 2일                 |
| 2022 | MBC      | 《방과후 설렘》 특별활동               | 진행                                            | 2022년 2월 3일                                  |
| 2022 | JTBC     | 《아는 형님》                          | 게스트                                          | 2022년 3월 26일                                 |
| 2022 | MBC      | 《클라씨의 세계》                      | 진행 고정                                       | 2022년 5월 10일 ~ 2022년 5월 17일               |
| 2022 | SBS F!L  | 《아이돌 사생대회》                    |                                                 | 2022년 9월 20일                                 |
| 2023 | KBS2     | 오아시스                               | 반 고정                                         | 2023년 3월 13일 ~ 2023년 4월 25일               |
| 2023 | MBN      | 《그리스 로마 신화 - 신들의 사생활 2》 | 게스트                                          | 2023년 6월 15일 ~ 2023년 6월 22일               |
| 2023 | SBS      | 《꼬리에 꼬리를 무는 그날 이야기》     | 게스트                                          | 2023년 7월 20일                                 |
| 2023 | 채널A    | 《고기서 만나》                        | 게스트                                          | 2023년 7월 22일                                 |
| 2023 | JTBC     | 《아는 형님》                          | 맴버 전원                                       | 2023년 7월 29일                                 |
| 2023 | tvN      | 《놀라운 토요일》                      | 게스트                                          | 2023년 8월 5일                                  |
| 2024 | SBS      | 《신발벗고 돌싱포맨》                  | 게스트                                          | 2024년 1월 2일                                  |
| 2024 | 유튜브   | 《감별사》                             | 게스트                                          | 2024년 10월 5일                                 |
| 2025 | TV조선   | 《모-던인물史 미스터.리》              | 패널 (7회 ~ 8회)                                | 2025년 4월 11일, 2025년 4월 18일                |

### 라디오
- 2015년 SBS 파워FM 이국주의 영스트리트
- 2015년 MBC 표준FM 허경환의 별이 빛나는 밤에
- 2015년 SBS 파워FM 박소현의 러브게임
- 2020년 SBS 파워FM 붐붐파워 임시DJ(2020년 8월 28일)

### 뮤직비디오
- 2013년 임창정 〈문을 여시오〉

### 미디어커머스
- 2020년 롯데홈쇼핑 오마이픽

## 수상 경력
- 강원도민요경창대회 금상
- 전국민요경창대회 동상
- KBS 전국노래자랑 팔도명물총집합 인기상
- KBS 전국노래자랑 상반기결선 인기상
- KBS 전국노래자랑 우수상
- 2020년 KBS 연예대상 쇼 버라이어티부문 베스트 엔터테이너상

## 같이 보기
- 오마이걸
- WM 엔터테인먼트